# Antonio Catenacci
Antonio Catenacci (Palombara, 1823 – Roma, 9 gennaio 1854) è stato un patriota e farmacista italiano.

## Biografia
Celibe, di professione farmacista presso la farmacia Gramiccia, era un personaggio abbastanza popolare e stimato nella Roma dell'epoca.
Il 29 maggio del 1850 subisce un primo fermo di polizia per aver organizzato un lancio di fuochi d'artificio per commemorare l'anniversario della Repubblica Romana.
In quell'occasione Catenacci è condannato a vent'anni di lavori forzati, pena commutata in appello nell'esilio perpetuo, proprio in virtù della sua professione e popolarità, nonché per le molteplici suppliche inoltrate dai suoi familiari al Santo Padre.
In esilio vive a Genova dove conosce altri patrioti, da dove parte in nave tra il 2-3 luglio 1853 per sbarcare il 10 luglio a Fiumicino insieme ad altri rivoluzionari mazziniani, provenienti da Genova; tra questi, molti esuli della Repubblica Romana del '49.
Il 6 agosto Catenacci vien arrestato dalla polizia pontificia nel porto di Ripa grande sul Tevere e rinchiuso nel carcere di S. Michele. Sarà uno dei primi e più importanti delatori che sveleranno alle autorità pontificie il tentativo sovversivo mazziniano in atto nell'estate del 1853, che si concluderà con il processo al suo principale organizzatore, l'avvocato Giuseppe Petroni.
Catenacci, cardiopatico, muore in carcere per un aneurisma il 9 gennaio del 1854.